# Europe 2
« Virgin Radio (France) » redirige ici. Pour les autres significations, voir Virgin Radio.
Europe 2 est un réseau de radiodiffusion FM privé national, français, musical, de catégorie D (catégorie C pour les stations locales). Ce réseau est créé en 1986 par Patrick Fillioud et Marc Garcia. Il change de dénomination commerciale le 1er janvier 2008 pour devenir Virgin Radio, tout en faisant toujours partie du groupe Lagardère.
Le 15 juin 2022, le groupe Lagardère annonce le retour au nom Europe 2 en 2023, signant la fin de Virgin Radio après 15 ans d'antenne. Toutefois le 15 avril 2024, dans la région Auvergne-Rhône-Alpes, une nouvelle radio naît sous la marque Virgin Radio en France en remplacement de la radio Virage Radio.
Classée dans la catégorie des radios adultes contemporaines, la station cible en priorité les jeunes adultes, en diffusant des singles et des chansons d'artistes électro-pop et rock depuis l'été 2012. La station a connu depuis sa création nombre de changements de lignes éditoriales, passant du rock à l'électro, du soft rock à la pop-soul, puis aux hits.

## Historique

### 1986-1988: naissance d'un fournisseur de programmes
En 1986, soucieux d'être un acteur sur le nouveau marché des radios musicales FM, en pleine expansion et ayant accès désormais à la publicité pour se financer - le Groupe Europe 1, codirigé par Jacques Lehn (d) et Frank Ténot, entame la création d'un programme musical (dénommé « La Fréquence Magique »).
Les ressources sont internes et externes. Marc Garcia, qui est alors réalisateur à Europe 1 se voit confier la direction des programmes et la constitution de la première équipe. Patrick Fillioud, fils du ministre Georges Fillioud, est appointé comme directeur général après avoir échoué à vendre à Europe 1 sa propre station, « Gilda (d) ». Laurent Perallat, ancien de la MNEF, hérite du développement réseau, appuyé par Pierre Luton comme directeur technique. La direction de l'information est confiée à Pierre-Yves Schneider (d), venu lui aussi de « Gilda ».
Jeff Pollack et Tommy Hadges les renommés consultants américains, participent à la mise en place du premier format d'Europe 2 : Adulte contemporain.
On note dans la première équipe d'animation la présence de Bernard Schu, une célébrité des nuits d'RTL et l'un des piliers de WRTL
Europe 2 n'ayant pas le statut de « radio » mais celui de « fournisseur de programmes », elle ne bénéficie pas tout de suite d'une fréquence parisienne. Le réseau se développe à partir de novembre 1986 localement sous le nom de « Fréquence Magique », notamment à Bordeaux (via Top Bordeaux), Dijon (sur Radio 2000), Angers (par le biais de RTA) ou encore Mulhouse (via Radio Bollwerk). À Paris, des accords sont passés successivement avec différents opérateurs. Le nom d'Europe 2 est officiellement donné en décembre 1986. Après Le Poste Parisien (aussi brièvement nommé Top 101), radio du groupe Amaury (101,50 MHz) la station Hit FM (100,60 MHz), antenne historique du groupe UGC, devient le relais parisien d'Europe 2.

### 1988-1997: développement d'Europe 2
Les accords passés avec Hit FM par le groupe Europe 1, qui en deviendra propriétaire quelques années plus tard, permettront véritablement le lancement national d'Europe 2, désormais doté d'une fréquence parisienne (103,50 MHz), attribuée à Hit FM lors de la redistribution des fréquences en Île-de-France par la CNCL (organisme de tutelle antérieur au CSA), au printemps 1988.
À partir de 1989, Christian Savigny inaugure le premier département intégré de recherche musicale dans une radio en France. Il secondera Marc Garcia jusqu'en 1994.
Sous la houlette de Martin Brisac directeur général de 1990 à 1994 (à l'origine du développement de la station hors de l'hexagone telles que Evropa Plus en Ex-URSS et Evropa 2 en Tchécoslovaquie), secondé aux programmes avec Marc Garcia, puis par Guy Banville en 1993, Europe 2 se développe et devient un acteur de référence.
Yves Taïeb, l'adjoint de Martin Brisac d’octobre 1990 à avril 1994, poursuivra le développement de la station dont il sera le directeur général d’avril 1994 à décembre 1997, avec Guy Banville comme directeur des programmes.
Visant le public des jeunes adultes, les 25/34 ans, la station adopte une programmation musicale axée variété-pop, « Le meilleur de la musique » jusqu'en septembre 1998. Ces démarches permettront à la station de se construire une très grande notoriété et une très forte image de marque. À son apogée, à la fin 1997 la station plafonne à 5,8 % d'audience cumulée et s'appuie sur un réseau de plus de 200 stations locales.

### 1997-2001: orientations musicales différentes
Fin 1997, Lagardère SCA décide de créer un pôle FM afin de développer des synergies entre Europe 2 et RFM dont il deviendra l'actionnaire de référence. La direction générale de ce pôle est confiée à Frédéric Schlesinger. La décision de mettre en œuvre une stratégie innovante apte à rencontrer un plus large public est prise. La direction décide de changer la programmation afin de contrer sa rivale Fun Radio, et diffuse alors une grande majorité de titres "groove" à partir de septembre 1998, changeant son slogan pour "Le nouvel Europe 2 : Gravement groove" (voir historique des slogans). Ce changement de style musical fait fuir de nombreux auditeurs, et oblige la direction à rectifier le tir et revenir à son format précédent, axé pop-rock à partir de 2000. Mais la station mettra du temps avant de retrouver ses auditeurs.[réf. souhaitée]

### 2001-2005: changements d'animateurs emblématiques
Un différend avec sa régie commerciale, qui trouve la nouvelle cible moins rémunératrice, oblige les dirigeants à définir une nouvelle orientation. Frédéric Schlesinger recrute alors Sébastien Cauet, venu de Rire et chansons, qu'il nomme directeur des programmes. En avril 2001, la grille est totalement revue : Cauet devient producteur et animateur de la matinale, et Barth, animateur sur Fun TV, arrive pour animer une émission de libre antenne de 22h à minuit, intitulée C'est quoi ton truc ?. S'appuyant dès lors sur une programmation pop-rock, avec un nouveau slogan Simply the Best, Europe 2 rencontre un nouveau public, notamment le matin et le soir. Ainsi, fin 2001, plus de trois millions de personnes sont à l'écoute quotidienne de la station (6,4 % d'audience cumulée)[réf. nécessaire].
Christophe Sabot prend la tête du pôle FM de Lagardère SCA fin 2001 et élargit la programmation à des titres jeunes à l'exception du rap et du R'n'B, Europe 2 adopte le slogan « Un MaXx' de tubes ». La formule fonctionne, et en mars 2003 Europe 2 obtient un record historique avec 7,3 % d'audience cumulée et 4,5 % de parts d'audience. Europe 2 est alors la seule radio à progresser, en audience cumulée, dans l'univers des radios jeunes. Elle est alors devant Fun Radio et Skyrock tant en audience cumulée qu'en part d'audience[réf. nécessaire]. En février 2004, elle organise le Europe 2 Live à Bercy.
En 2004, le groupe Lagardère décide de se séparer de ses stations montagnes: la SARL CIME rachète « Europe 2 Montagne » qui devient « R' La Radio Station ». Par exemple, « Europe 2 Les Arcs » devient « R’Les Arcs ».
L'année 2004 voit de nombreux changements avec le départ de Cauet qui, après 4 saisons à la matinale, rejoint Fun Radio, et de Barth, dont l'émission est arrêtée du jour au lendemain sans un mot à l'antenne. De nouveaux rendez-vous sont mis en place, avec Kash qui prend la suite de Cauet au morning, et Maurad qui prend la tranche du 20h-minuit, en animant une émission nommée Liberté Égalité M.A.U.R.A.D., dont le principe est très proche de son émission précédente, Accord parental indispensable, sur NRJ. Le style musical n'évolue guère mais le slogan « Un MaXx' de tubes » est remplacée par « Le pouvoir de la musique ». En novembre 2004, la radio assiste au retour sur son antenne d'Arthur en provenance de Fun Radio. Non seulement ce transfert permet le retour de Arthur et les pirates, mais elle voit Arthur et son équipe réaliser une émission de 33 h non stop.
En février 2005 et pendant 1 mois, Patrick Timsit anime Radio Timsit de 9 h à 10 h du lundi au vendredi.

### 2005-2007: crise puis changement de dénomination
Europe 2 est en crise. À la rentrée 2005, pour stopper une érosion de ses audiences, la station change tout : un nouveau logo, un nouvel habillage sonore, un nouveau slogan « Ma musique de 90 à Demain », un nouveau Directeur, Jean-Pierre Dupasquier, recruté du secteur de l'internet (Wanadoo). Les programmes sont également modifiés. Albert Spano anime la matinale aux côtés d'Alexandre Pesle et de Karine Lyachenko. Arthur et les Pirates est remplacé par Radio Arthur. Maurad laisse la place à Double F, qui anime Radioblogs de 21 h à minuit.
Lagardère SCA, par le biais de sa filiale MCM, obtient une autorisation convoitée de diffuser des programmes selon les normes de la TNT, en 2003. Le 17 octobre 2005, on assiste donc au lancement de Europe 2 TV, disponible sur la TNT, le satellite et le câble.
Au début de l'année 2006, de nombreux changements apparaissent sur la grille des programmes. Arthur quitte Europe 2 tandis que Radioblogs est remplacée par Happy Rock Hours. Le 14 mai 2006, le slogan « Ma musique de 90 à demain » laisse la place à « Que du Rock que de la Pop ». À la rentrée 2006, Nagui et Manu assurent la matinale, de 7 h à 10 h, tandis qu'Éric Madelon fait son retour sur les ondes d'Europe 2 pour animer Happy Rock Hours, de 21 h à 0 h.
En 2007, Lagardère SCA dépose une demande, auprès du CSA, pour transformer Europe 2 en Virgin Radio (et Europe 2 TV en Virgin 17). Cette demande est acceptée, sous conditions, le 17 juillet 2007. Le 31 décembre 2007, par voie de conséquence, après l'émission Happy Rock Hours, le best of de 2007, Europe 2 cesse d'exister, termine par la chanson Take me out de Franz Ferdinand, et laisse la place à Virgin Radio, après plus de 21 années d'existence.

### 2008-2022: Virgin Radio

#### Année 2007
En date du 17 juillet 2007, le CSA autorise le changement de nom d'Europe 2 en Virgin Radio. Cette demande a d'abord été contestée en justice par les radios NRJ et Skyrock, mais leur demande a été déboutée.

#### Année 2008
Le 1er janvier 2008 à minuit, après l'émission Happy Rock Hours, le best of de 2007, Europe 2 est devenue officiellement Virgin Radio après la diffusion d'un bref historique retraçant l'histoire d'Europe 2, et le top horaire de lancement annoncé par Richard Branson. Pour inaugurer cette nouvelle station, DJ Zebra a animé les 6 premières heures de l'antenne. Le reste de la grille des programmes est quasiment identique à celle d'Europe 2.
À la rentrée 2008, plusieurs personnalités phares d'Europe 2 quittent la station. Il s'agit des animateurs Nagui et Manu qui sont remplacés par Cauet, lequel fait son retour à l’antenne avec Le morning de Cauet ; de l’animateur Kash qui rejoint NRJ pour remplacer Bruno Guillon à la tête du 6/9 et d'Albert après huit années passées au sein des deux stations, en partance également pour NRJ. Le slogan change également (Rock Star Music) ainsi que l'habillage[réf. souhaitée]. Bruno Guillon, ex du 6/9 de NRJ arrive aussi, avec Camille Combal, sur la station en fin d'après-midi[réf. nécessaire]. Ils animent Le 17/20. Bruno Guillon échange donc sa place avec Kash. Le 23 décembre 2008, Éric Madelon quitte à son tour la station, laissant la place à Clément, transfuge de l'émission intitulée Talk sur Fun Radio.

#### Année 2009
Le 29 avril 2009, Gaël Sanquer, transfuge de Fun Radio, où il occupe le poste de responsable d'antenne et responsable de la programmation musicale est nommé directeur des programmes de Virgin Radio.
En juin 2009, Jean-Pierre Sablier et Sébastien Cauet présentent leur dernière émission. Dans le week-end du 11 et 12 juillet 2009, Léo Lanvin et DJ Zebra font également leurs dernières après être resté respectivement 12 et 18 mois sur Virgin Radio. Entre le 1er et le 15 juillet 2009, trois nouveaux animateurs arrivent sur Virgin Radio : Déborah Grunwald (ex Fun Radio)  David Mantaul alias "Ti'Dav" (ex Skyrock) et Léo Cuenca (ex Radio FG). Le 31 juillet 2009 à 21 h, Sébastien Séfrin tourne définitivement la page Virgin Radio après 13 saisons de présence.
Le 24 août 2009, Bruno Guillon, Christina Guilloton et Arthur Pillu-Périer récupèrent la matinale avec l'émission éponyme Bruno Guillon, de 5 h 30 à 9 h, en remplacement de Cauet, tandis que Camille Combal anime l'after-work de 18 h à 20 h avec Camille Combal et son orchestre.
Début décembre 2009, Sam Zniber est remplacé par Jean Isnard à la tête de Virgin Radio. Il s'agit de la troisième direction en 2 ans d'existence. Durant tout le mois de décembre 2009, les auditeurs ont pu voter pour les 100 titres pop rock des années 2000. Le 1er janvier 2010, les résultats sont dévoilés avec une victoire écrasante du groupe Muse (présence de quatre titres dans les 7 premiers du classement, dont les trois premières places).

#### Année 2010
Début août 2010, Déborah quitte la station. Gaël Sanquer aussi, rejoignant NRJ, il est remplacé par Denis Rostagnat (ex: NRJ Group et Rouge FM). Florian Gazan, autre animateur phare du 6/9 sur NRJ, rejoint Bruno Guillon à la matinale, désormais diffusé de 5 h à 9 h. Arthur Pillu-Périer, au contraire, quitte Bruno Guillon pour l'émission Camille Combal et son orchestre, désormais diffusé de 17 h à 20 h puis, en cours d'année, de 17 h à 19 h.
Le 1er septembre 2010, l'intersyndicale de Virgin Radio et de RFM appelle à la grève les salariés pour dénoncer un plan de fermeture massif des stations locales de ces 2 stations. Il s'agit d'une première historique depuis la création du groupe.
Face à l'effondrement de l'audience depuis le début 2010, le choix est fait d'abandonner le format pop rock et d'ajouter de la dance et du R'n'B dans la playlist et d'augmenter les rotations.

#### Année 2011
Dès le 3 janvier 2011, le slogan change pour la cinquième fois depuis la création de la radio et devient Un MaXx' de Tubes, un slogan déjà employé par Europe 2 quelques années plus tôt.
Denis Rostagnat quitte, début avril, le poste de directeur des programmes. Il est remplacé par Thomas Plessis, également directeur des programmes radio et du développement internet de Lagardère Active Radio International. Ce dernier quittera le groupe en mai 2012 pour rejoindre Cyril Hanouna sur la chaîne D8 et se consacrer à ses activités de production. Il sera remplacé par Roberto Ciurleo.
Entre 2010 et 2011, la diffusion des titres dance a progressé de 22 %.
En juillet 2011, après 3 saisons au sein de Virgin Radio, Bruno Guillon et son équipe rejoignent Fun Radio pour remplacer Manu dans la matinale ; cette période connaît également le départ de Ti'Dav pour le Mouv', de Thomas Caussé pour OÜI FM, et surtout de Philippe Despont qui après 13 ans chez Europe 2 et Virgin Radio rejoint RFM pour animer les matinées du week-end. À la rentrée 2011, Cyril Hanouna anime Hanouna le matin en compagnie d'Énora Malagré, transfuge de NRJ. De son côté, Camille Combal anime le "Soir Show" de 21 h à 0 h.

#### Année 2012
Début juin 2012, le groupe Lagardère Active annonce vouloir céder tout ou partie du capital de Virgin Radio, dont les audiences sont en chute libre. Goom Radio, bouquet de webradios s'est dit intéressé par un rachat de Virgin Radio, mais l'opération n'a finalement pas abouti.
À l'issue de la saison 2011-2012, Greg di Mano quitte Virgin Radio, Léo Cuenca rejoint RFM, Camille Combal voit son émission Le Soir Show s’arrêter faute d'audiences suffisantes. Le 27 août 2012, Cyril Hanouna repart pour une deuxième saison de Hanouna le matin avec une équipe renouvelée tandis qu'une nouvelle émission musicale, Le Lab, animée par Double F, est mise à l'antenne tous les soirs entre 21 h et 2 h. La grille tournera plusieurs mois avec un nombre très réduit d'animateurs. À cette occasion, la radio adopte un nouveau slogan : La Playlist Pop Music.

#### Année 2013
Une nouvelle grille de programme est mise en place le 26 février 2013 et permet le retour d'Albert Spano, un ancien animateur d'Europe 2. Il reprend la case 9 h/13 h. Les soirées du week-end sont animées par DJ Zébra, qui fait lui aussi son retour.
Le 28 mars 2013, Denis Olivennes, président de Lagardère Active, qui détient Virgin Radio, déclare qu'une offre de rachat à hauteur de 20 % du capital de la radio a été formulée par NRJ, mais qu'aucune offre ferme n'a été reçue et que Virgin Radio n'est désormais plus à vendre.
En juin 2013, après deux saisons dans l'émission matinale, Cyril Hanouna annonce son départ pour Europe 1. Cette fin de saison marque aussi le départ de Double F qui met fin à dix ans d'antenne sur Europe 2-Virgin Radio. Le 26 août 2013, deux nouvelles émissions sont mises à l'antenne : d'abord Virgin Tonic animée par Christophe Beaugrand et Florian Gazan, et puis aussi Enora le soir, une libre antenne animée par Énora Malagré.
Le slogan de la station évolue. La playlist Pop Music devient la playlist Pop-Rock-Electro, mais malgré cela, les audiences continuent de baisser avec seulement 4,1 % en novembre 2013.

#### Année 2014
Le 5 mars 2014, la station inaugure un nouveau studio, le Studio Indochine.
Le 20 mars 2014, la station se lance dans la télévision. Lagardère Active après avoir cédé la chaîne Virgin 17 à Bolloré lance une nouvelle chaîne à bas coût, captation des émissions radio et diffusion de concert dont le budget ne devrait pas dépasser deux millions d'euros par an. Elle est présente sur internet ainsi que sur les réseaux ADSL. La chaîne diffuse concerts, extraits d'émissions filmées et clips musicaux. La station devrait également se rapprocher du groupe Melty et créer une trentaine de web TV sur YouTube.
En mai 2014, à la suite de mauvaises audiences l'émission Énora le Soir est réduite d'une heure tandis que Jean-Michel Maire rejoint l'équipe. Le 4 juillet 2014, Albert Spano quitte Virgin Radio pour la deuxième fois après 16 mois sur le 9 h/13 h mais reste dans le même groupe (groupe Lagardère) pour rejoindre RFM, afin d'animer cette même tranche horaire. Dans le même temps, DJ Zebra quitte la station tandis que Christophe Beaugrand rejoint RTL. Le 25 août 2014, Camille Combal fait son retour pour animer la deuxième saison du Virgin Tonic en compagnie de Laure Cohen et Clément Lanoue.

#### Année 2017
Le 29 juin 2017, Camille Combal annonce qu'il rempile pour une ultime saison à la tête de Virgin Tonic avec Clément / Nico / Ginger et Mélanie. Le 2 juillet 2017, Lionel, animateur emblématique de la station, annonce son départ de la station pour la raison qu'il prévoit un voyage autour du monde. Le 7 juillet 2017, Morgan, animateur du 16h/21h sur Virgin Radio national, annonce son départ de la station pour rejoindre Mouv'. Son remplaçant est connu, ce sera Victor, animateur de Virgin Radio Provence. Cauet annonce le 21 août 2017 sur sa page Facebook qu'il sera animateur du 18 h/21 h dès le 29 août sur Virgin Radio avec pour nom d'émission Cauet s'lâche.

#### Année 2018
Camille Combal rempile pour (finalement) une nouvelle saison (6) du Virgin Tonic entre 7 h et 10 h avec Ginger, Nico, Clément et Mélanie. Lionel Virgile prend le 10 h - 12 h en semaine à la place de Pierre-Alex qui est transféré au Morning du week-end 6 h - 12 h. Marion reprend sa place d’il y a un an le 12 h - 16 h. Victor prend la suite des 16 h avec le programme local en national jusqu’à 20 h (à la place de Cauet qui lui est retourné sur NRJ). Toujours avec Victor de 20 h à 21 h, le Top Virgin Radio et de 21 h à minuit, World of Pop, des chansons pop rock électro en 2019.

#### Année 2019
Camille Combal est toujours là pour la septième saison du Virgin Tonic entre 7 h et 10 h toujours avec Ginger, Nico, Clément et Mélanie. Lionel Virgile et Marion ont quitté la station pour se consacrer à d'autres projets, ils sont remplacés par Paul de Montreuil (ex. Radio FG) de 10 h à 12 h et Julien (ex. Mouv) de 12 h à 16 h. Le programme local est maintenu de 16 h à 20 h, en national avec Victor qui a aussi à sa charge Le Top Virgin Radio de 20 h à 21 h. Enfin le 21 h - minuit de la station est assuré par Amandine avec le best of de la matinale.

#### Année 2020
En septembre, de 5 h à 6 h, le Warm UP de Amandine ou Julien font le best of de Virgin Tonic. De 6 h à 7 h, le best-of du Virgin Tonic. Manu Payet remplace Camille Combal pour la huitième saison du Virgin Tonic, tout en conservant la même équipe, composée de Ginger, Nico, Clément et Mélanie. Paul anime la tranche de 10 h à 12 h, Paul. Julien anime celle de 12 h à 16 h, et Victor celle de 16 h à 21 h avec Le Top de Virgin Radio de 20 h à 21 h. De 21 h à minuit. Amandine amine le best of de matinale de Virgin Tonic de Manu Payet jusqu'à mi-février. Au cours de ce même mois, Robin récupère la tranche horaire et prend la direction de l'émission La Team entre 21 h et minuit, une émission faite pour les étudiants avec Gaëtan, Mehdi, Max, Charline etc. Enfin de minuit à 2 h, l'émission Electroshock propose des répliques de films et puis des musiques électroniques. Pendant le week-end, Pierre-Alex anime 6 h à 7 h, puis Robin anime La DreamTeam le samedi de 7 h à 10 h et le lab le dimanche soir.

#### Année 2021
À partir de fin août 2021, Manu Payet reste dans le Virgin Tonic. L'émission gagne 1 heure en passant de 6 h à 10 h. Cette saison permet aussi de découvrir une nouvelle émission avec Michaël Espinho, l'émission MikL sur Virgin Radio, diffusée de 20 h à minuit.
En octobre, un projet de PSE est dénoncé par les syndicats représentant les salariés de la radio. Ces derniers révèlent que le but du Groupe Lagardère est de supprimer une trentaine de radios locales, engendrant la suppression de 34 postes (30 journalistes et 4 animateurs).

#### Année 2022
Le 1er juillet 2022, Manu Payet quitte Virgin Radio et anime la dernière émission du Virgin Tonic. La matinale est reprise par Guillaume Genton et s'intitule Le Morning sans filtre. Elle remplace le Virgin Tonic après neuf saisons et permet de faire disparaître la marque Virgin. En effet, la station change de nom pour redevenir Europe 2 le 1er janvier 2023.
Le 28 septembre 2022, l'Arcom autorise Virgin Radio à être rebaptisé Europe 2 à partir du 1er janvier 2023,.
Le 31 décembre 2022, à 23h59 après plus de 14 ans et presque 15 ans d'existence, Virgin Radio redevient Europe 2 juste après l'émission Happy Rock Hours.

### Depuis 2023: Retour à Europe 2
Le 15 juin 2022, Arnaud Lagardère et Constance Benqué décident de faire revenir la marque Europe 2 pour Virgin Radio. Le changement est prévu pour janvier 2023.
Le 28 septembre 2022, l’Arcom autorise Virgin Radio à être rebaptisée Europe 2 le 1er janvier 2023,,.
Le 21 octobre 2022, Europe 2 dévoile sa nouvelle identité visuelle, reprenant les couleurs du dernier logo de la station datant de 2005. Le 29 décembre 2022, le nom de la radio est modifié sur le RDS en FM ainsi que sur le DAB+.
En novembre 2022, Bruno Dubois rejoint la direction en tant que directeur du développement d'Europe 2.
Fin février 2023, le directeur délégué, Frederic Pau, annonce son départ.
Le Morning sans filtre de Guillaume Genton ne rencontre pas le succès attendu, l'émission disparaît à la rentrée scolaire 2023. Clément Lanoue, animateur de l'Afterwork en 2022-2023, retrouve la matinale avec son émission Clément s'incruste sur Europe 2. Cette émission aura d'ailleurs une déclinaison événementielle l'après midi, dénommé Clément s'incruste l'après-midi.
Pour compenser le départ de Clément Lanoue, qui a rejoint Fun Radio, la matinale est confiée à Benjamin Castaldi dès la rentrée 2023/2024. Accompagné de Marie Solis et Fabien Delettres, Castaldi réveille la France sur Europe 2 ne rencontre pas le succès espéré. À la suite de plusieurs vagues d'audience décevantes, la direction de la station décide de faire appel à Sébastien Cauet, dont le retour sur Europe 2 est effectif à partir du 28 avril.

## Identité de la station

### Logos

#### Europe 2 (1986-2007 et depuis 2023)

Logo d'Europe 2 de 1986 à 1987
Logo de Europe 2 de 1987 à 1990
Logo de Europe 2 de 1990 à 1996
Logo de Europe 2 de 1996 à 1998
Logo de Europe 2 de 1998 à 1999 (rond 1re version)
Logo d'Europe 2 de 1999 au 21 août 2005 (rond 2e version)
Logo d'Europe 2 du 22 août 2005 au 31 décembre 2007
Logo en noir du 1er janvier 2023 au 10 juillet 2024Logo en noir du 1er janvier 2023 au 10 juillet 2024
Logo en blanc du 1er janvier 2023 au 10 juillet 2024Logo en blanc du 1er janvier 2023 au 10 juillet 2024
Logo en noir depuis 11 juillet 2024Logo en noir depuis 11 juillet 2024
Logo en blanc depuis 11 juillet 2024Logo en blanc depuis 11 juillet 2024

#### Virgin Radio (2008-2022)

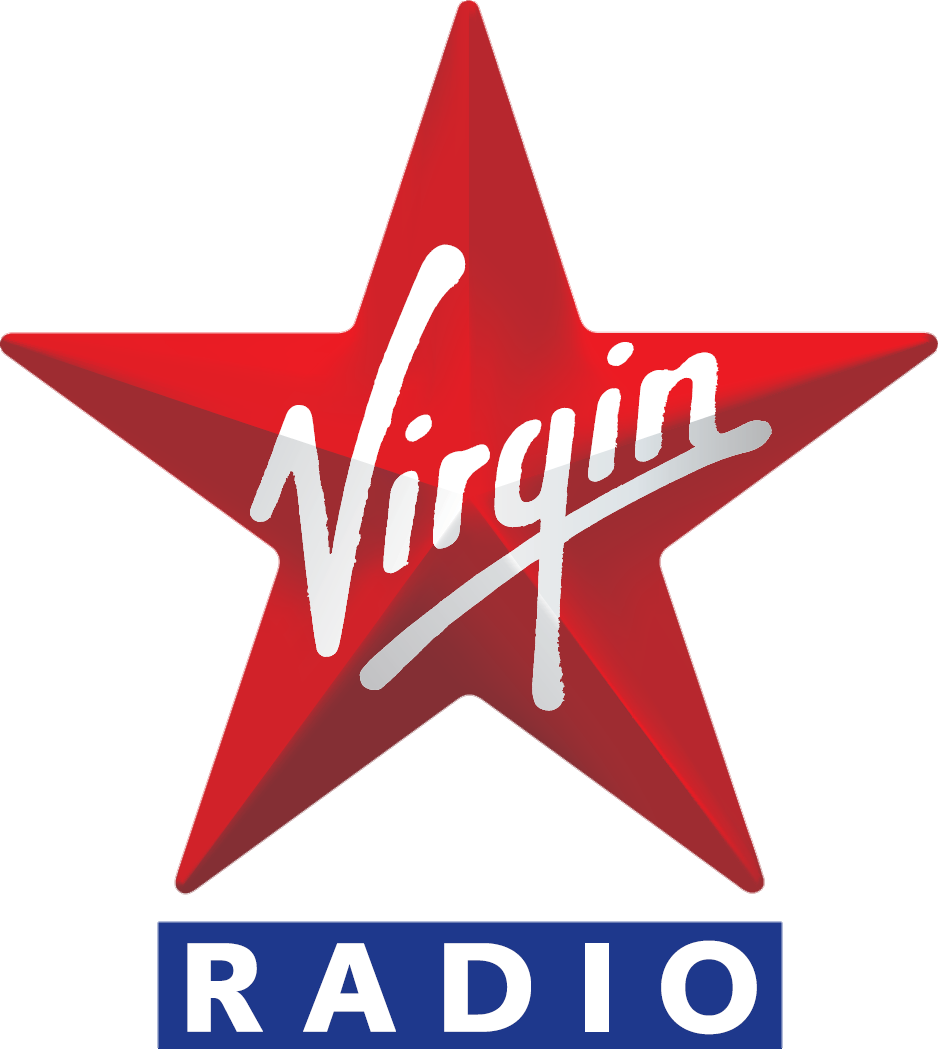
Logo du 1er janvier 2008 au 12 juillet 2016
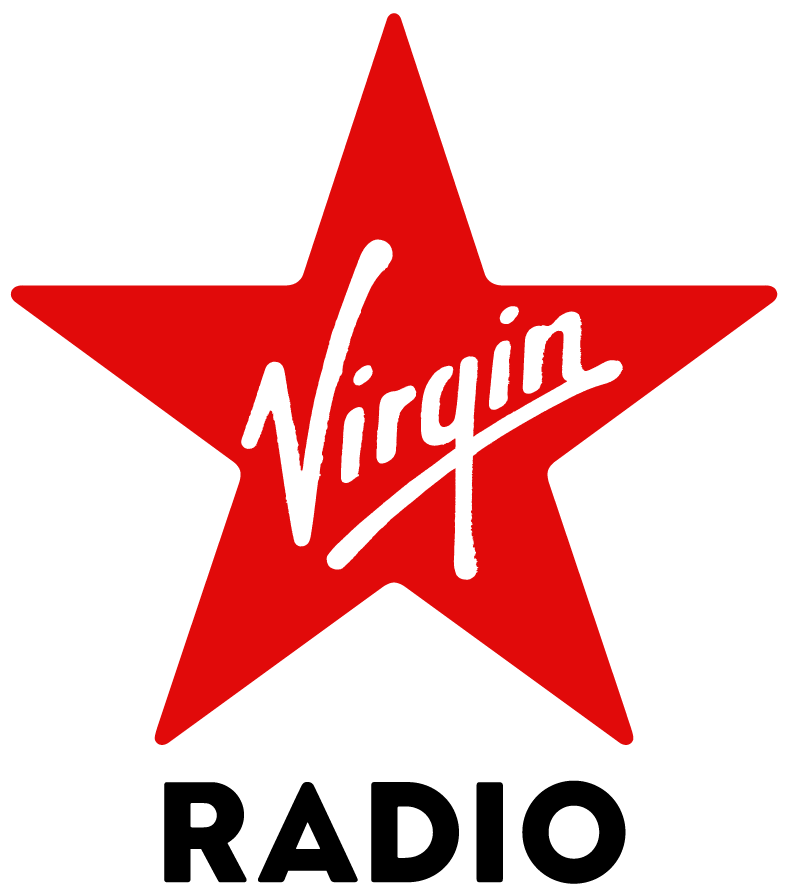
Logo du 12 juillet 2016 au 2 décembre 2019
Logo alternatif du 2 décembre 2019 au 31 décembre 2022

### Slogans

#### Europe 2 (1986-2007 et depuis 2023)
- 1986 : « La Fréquence magique »
- 1987 : « Tout va pour le mieux dans la meilleure des ondes »
- 1989 : « La Détente en moins d'deux »
- 1989 : « On a tout pour s'entendre »
- 1989 : « Le Meilleur de la Musique »
- 1998 : « Gravement groove »
- 1999 : « La musique plus fort que tout »
- 2000 : « Trentenaires on air »
- 2000 : « Simply the Best » (« simplement le meilleur » en anglais)
- 2001 : « Le Meilleur de la Pop »
- 2002 : « Un Maxx' de Tubes »
- 2004 : « Le Pouvoir de la musique » (Partager, S'affirmer)
- 2005 : « Ma musique, de 90 à demain »
- 2006 : « Que du Rock, que de la pop »
- janvier 2023 - juin 2024 : « Le Meilleur Son »
- depuis  juillet 2024 : « Pop Radio »

#### Virgin Radio (2008-2022)
- janvier 2008 - août 2008 : Get More
- août 2008 - août 2009 : Rock Star Music
- août 2009 - août 2010 : Pop Rock
- août 2010 - janvier 2011 : Restons frais
- janvier 2011 - septembre 2012 : Un Maxx de Tubes
- septembre 2012 - août 2013 : La playlist Pop music
- septembre 2013 - décembre 2022 : La playlist Pop-Rock-Electro puis Pop-Rock-Electro

### Voix d'antenne

#### Europe 2 (1986-2007 et depuis 2023)
- 1987-1989 : Serge Sauvion ;
- 1989-1998 : Yves Rénier[29] ;
- 1993-1999 : Myriam Callas[30] ;
- 1994-2003 : Catherine Nullans[31] ;
- septembre 2001 - août 2004 : Mark Lesser ;
- août 2004-2007 : Jean-Claude Donda ;
- septembre 2005 - février 2006 : Éric Lange (Radio Arthur uniquement).
- 2023-2025 : Bruno Choël
- 2023-2025 : Barbara Beretta
- depuis 2025 : Emmanuel Bonami
- depuis 2025 : Maryne Bertieaux

#### Virgin Radio (2008-2022)
- 2008-2009 : Pascal de Magy[32] ;
- 2008-2011 : Marilyn Heraud ;
- 2009-2012 : Jean-Pierre Michaël[33] ;
- 2011-2017 : Soase Boulvert[32] ;
- 2012-2022 : Bertrand Nadler[34] ;
- 2017-2022 : Agnès Willette[32] ;
- 2020-2022 : Gérard Darmon (Virgin Tonic uniquement) ;
- 2021-2022 : Bruno Choël (Mikl sur Virgin Radio uniquement).

## Organisation du réseau

### Capital
Europe 2 appartient à Europe 2 Entreprises, société détenue à 100 % par Lagardère News. En échange de l'utilisation de la marque Virgin, Lagardère Active devait reverser 3 % du chiffre d'affaires de Virgin Radio au groupe Virgin.

### Siège
Initialement, la radio est située au 26bis rue François 1er, dans le 8e arrondissement de Paris, dans les locaux historiques d’Europe 1 et des médias audiovisuels de Lagardère active.
À partir de novembre 2018, elle diffuse ses programmes depuis le  2 rue des Cévennes dans le 15e arrondissement de Paris.

### Studios
Europe 2 dispose de 2 studios dit « antenne ».
Le 10 décembre 2019, le groupe Coldplay a conclu sa venue dans les locaux de Virgin Radio en assistant au baptême, au nom du groupe, du studio de l'équipe de la matinale Virgin Tonic de Camille Combal.

### Stations locales
La station de radio nationale s'appuie sur un réseau de stations locales avec un décrochage local entre 12h et 16h dans plusieurs régions en France.
La société Europe 2 Régions (anciennement Virgin Radio Régions) détient et édite le réseau de stations locales de Europe 2 en dehors des franchisés.
Certaines stations locales partagent les mêmes locaux que la radio RFM, l’autre station musicale du groupe Lagardère.

### Stations à l'étranger
- Evropa 2 en République tchèque
- Europa 2 (sk) en Slovaquie
- Europa Plus diffusé en Russie, Azerbaïdjan, Biélorussie, Géorgie, Kazakhstan, Kirghizistan, Lettonie, Moldavie, Ouzbékistan et en Ukraine.
- Europa FM (ro) en Roumanie
- Radio Zet (pl), en Pologne (cédé en 2018 au groupe de Daniel Křetínský[38]).
- Rock Détente, déclinaison d'Europe 2 par Guy Banville au Québec (indicatif historique d'Europe 2 y est identique)
- Europe 2, déclinaison belge dans les années 1990

## Personnalités de la station

### Dirigeants
- Patrick Fillioud (1986 à 1990)
- Directeur général : Martin Brisac (1990 à 1996)
- Vice-président directeur général : Frédéric Schlesinger (août 2017 à septembre 2018)
- Vice-président directeur général : Laurent Guimier (mai 2018 à août 2019)
- Directrice générale : Constance Benqué (depuis 2019)
- Directeur délégué : Roberto Ciurleo (de 2013 à août 2017)

### Historique des nominations et des départs de la station
En 2013, Roberto Ciurleo devient le Directeur délégué de la station.
À partir du 29 août 2017, Sébastien Cauet assure en direct le créneau 18 h - 21 h avec son émission Cauet s'lâche.
En mai 2018, Laurent Guimier remplace Frédéric Schlesinger à la direction générale de la station.
Le 29 juin 2018, Sébastien Cauet anime sa dernière émission sur Virgin Radio, car il quitte la station après une seule saison.
Le 24 août 2020, Manu Payet remplace Camille Combal de 7 h à 10 h dans l'émission Virgin Tonic.
Le 23 août 2021, Mikl et son équipe arrivent sur Virgin Radio pour animer les soirées.[réf. souhaitée]

## Programmation

### Émissions phares
- C'est quoi ce bordel ?
- Arthur et les Pirates
- Nagui et Manu

### Historique des matinales
- 1986 - 1992 : Rémy Jounin ou Yann Arribard (6 h-9 h)
- 1992 - 1993 : Thierry Weigert et Les Nuls (7 h-9 h)
- 1993 - 1995 : La Matinale Europe 2 - Vincent Neveu (5 h 30-9 h)
- 1995 - 1996 : La Matinale Europe 2 - Thierry Steiner (5 h 30-9 h)
- 1996 - 1997 : Arthur (8 h-9 h 30) + Thierry Steiner (5 h 30-8 h)
- 1997 - 1998 : Arthur (7 h 30-9 h) + Franck Pelloux (5 h-7 h 30)
- 1998 - 1999 : Arthur (6 h-9 h)
- septembre 1999 - décembre 1999 : La Paillote - Rémy Caccia (6 h-9 h)
- janvier 2000 - juin 2000 : Lafesse réveille la Gaule - Jean-Yves Lafesse (7 h-9 h) + Bill (5 h-7 h)
- septembre 2000 - décembre 2000 : Le morning de Bill et Gwen (6 h-9 h)
- janvier 2001 - avril 2001 : Bill et Miguel (6 h-9 h)
- avril 2001 - juin 2001 : Sébastien Cauet (6h-9h)
- 2001 - 2004 : Sébastien Cauet (6 h-10 h)
- 2004 - 2005 : K.A.S.H. (6 h-9 h) + Radio Timsit (9 h-10 h entre le 17 janvier et le 18 février)
- 2005 - 2006 : On plaisante pas ! - Albert Spano, Alexandre Pesle, Karine Lyachenko et Jean-Philippe Lutin (6 h-9 h)
- 2006 - 2007 : Nagui est du matin... Manu moins! - Nagui et Manu Levy (7 h-10 h)
- 2007 - juin 2008 : Nagui et Manu (7 h-10 h)
- 2008 - 2009 : Cauet se lâche (6h-9h)
- 2009 - 2011 : Bruno Guillon, la matinale - Bruno Guillon
- 2011 - 2013 : Hanouna le matin - Cyril Hanouna (6h-9h)
- 2013 - 2014 : Virgin Tonic - Christophe Beaugrand et Florian Gazan (6h-9h)
- 2014 - 2020 : Virgin Tonic - Camille Combal
- 2020 - 2022 : Virgin Tonic - Manu Payet (2020 : 7h-10h / 2021 : 6h-10h)
- août 2022 - juillet 2023[43]: Le morning sans filtre  - Guillaume Genton, Diane Leyre, Fabien Delettres (6h-9h30)[44]
- août 2023 - juillet 2024 : Clément s'incruste sur Europe 2[45]- Clément Lanoue, Sandra Cohen, Julie, Fabien Delettres (6h-9h30)[46],[47],[48]
- août 2024 - avril 2025 : Casta Réveille La France sur Europe 2 puis renommée le 21 octobre 2024, Castaldi Réveille La France sur Europe 2 - Benjamin Castaldi, Marie Solis et Fabien Delettres  (6h-10h)
- À partir du 28 avril 2025 : Sébastien Cauet sur Europe 2 (7h-11h)

## Diffusion
Europe 2 dispose de 239 fréquences en FM (Modulation de fréquence) à travers toute la France. Le réseau de radiodiffusion est composé de fréquences de catégorie C et D.
La station est diffusée en DAB+ sur le réseau métropolitain n°2 en cours de déploiement depuis Octobre 2021.

## Événements
Outre la sponsorisation de nombreux albums et artistes, Europe 2 organise ses propres événements live[source secondaire nécessaire].